# José Carlos Serrão
José Carlos Serrão (født 12. oktober 1950) er en tidligere brasiliansk fodboldspiller og træner.